# Bayonetta (série de jeux vidéo)
Bayonetta (ベヨネッタ, Beyonetta) est une série de jeux vidéo d'action-adventure de fantasy urbaine créée par Hideki Kamiya. Elle est développée par PlatinumGames, détenue par Sega, et actuellement éditée par Nintendo. La série a démarré en 2009 avec Bayonetta, suivi de deux suites, Bayonetta 2 (2014) et Bayonetta 3 (2022), ainsi que d'un spin-off, Bayonetta Origins: Cereza and the Lost Demon (2023). Les jeux mettent en scène le personnage éponyme, une sorcière armée de deux pistolets, d'armes à feux attachées à ses talons hauts, et de longs cheveux noirs pouvant se transformer en arme létale.

## Jeux
| 2009 | Bayonetta                                    |
| 2010 |                                              |
| 2011 |                                              |
| 2012 |                                              |
| 2013 |                                              |
| 2014 | Bayonetta 2                                  |
| 2015 |                                              |
| 2016 |                                              |
| 2017 |                                              |
| 2018 |                                              |
| 2019 |                                              |
| 2020 |                                              |
| 2021 |                                              |
| 2022 | Bayonetta 3                                  |
| 2023 | Bayonetta Origins: Cereza and the Lost Demon |

### Bayonetta(2009)
Le premier jeu de la série est réalisé par Hideki Kamiya, créateur de la série Devil May Cry alors qu'il travaillait chez Capcom. Il s'agissait du troisième titre d'un contrat de quatre jeux de Platinum avec Sega. Le jeu sort le 29 octobre 2009 au Japon et sort dans le monde entier en janvier 2010 sur Xbox 360 et PlayStation 3. Le jeu reçoit des critiques généralement positives lors de sa sortie. Plus de 1,35 million d'unités du jeu ont été vendues. Bien qu'il s'agisse du jeu Platinum ayant le plus réussi en termes de ventes, la société a tout de même été déçue de ses performances commerciales. Une version remasterisée 4K du jeu comprenant de l'anticrénelage, du filtrage anisotrope, de l'éclairage SSAO, des textures et des qualités d'ombres évolutives, et bien plus encore, sort sur PC en avril 2017. Une version remasterisée en HD du jeu sort sur Nintendo Switch en 2018 et sort dans un pack avec Vanquish pour PlayStation 4 et Xbox One en février 2020.

### Bayonetta 2(2014)
Bayonetta 2 est annoncé en 2012 lors d'un Nintendo Direct pour une sortie exclusive pour la Wii U, ce qui a suscité des réactions négatives de la part des fans, car le jeu ne sera pas disponible PlayStation 3 et Xbox 360. Platinum travaillait initialement avec Sega pour créer la suite, mais Sega décide d'annuler le jeu pendant son développement. Nintendo a ensuite relancé le projet. Selon le producteur Atsushi Inaba, le jeu n'aurait pas été réalisable s'il n'avait pas obtenu le financement et le soutien de Nintendo. Sega reste sur le jeu en tant que consultant,. Le jeu est réalisé par Yusuke Hashimoto et supervisé par Kamiya. Le jeu sort en 2014 avec des critiques très positives. Bien que les ventes de la version Wii U n'aient pas été entièrement divulguées, en mars 2018, Nintendo annonce que la version Switch s'est vendue à 400 000 exemplaires au cours de ses neuf premières semaines, contre 300 000 exemplaires vendus pour la version Wii U au cours de la même période. En décembre 2021, la version Switch s'était vendue à 1,04 million d'exemplaires dans le monde.

### Bayonetta 3(2022)
Un troisième jeu de la série est annoncé par Nintendo lors de la cérémonie des Game Awards 2017. Une bande-annonce de gameplay est présentée lors du Nintendo Direct 2021 de septembre. Il sort sur Nintendo Switch le 28 octobre 2022 et est accueilli par des retours positifs de la part des critiques et des fans. Le jeu a remporté le prix du meilleur jeu d'action aux Game Awards 2022. Le jeu propose également un teaser jouable pour le spin-off Cereza and the Lost Demon en tant que niveau secret avec un skin spécial une fois le niveau trouvé.

### Bayonetta Origins: Cereza and the Lost Demon(2023)
Un jeu préquel de Bayonetta 3, axé sur Cereza en tant que jeune fille, est annoncé par Nintendo aux Game Awards 2022. Il sort sur Nintendo Switch le 17 mars 2023.

## Autres médias
Un film d'animation basé sur le premier jeu, intitulé Bayonetta: Bloody Fate, produit par Gonzo, sort en 2013.
Bayonetta apparaît comme un personnage DLC dans le jeu de combat multijoueur de Sega Anarchy Reigns, et comme personnage invité aux côtés de Jeanne et Rodin dans le jeu d'action de Nintendo The Wonderful 101,. Elle apparaît également comme personnage téléchargeable dans Super Smash Bros. for Nintendo 3DS / for Wii U, et comme personnage à débloquer dans sa suite Super Smash Bros. Ultimate. Les deux jeux comportent également un stage inspiré de la scène de la chute de la tour de l'horloge d'Umbra. Rodin est également ajouté en tant que trophée aide dans Ultimate,,.
Le Bayonetta original est également utilisé comme base pour un Pachislot et un jeu sur navigateur dans le style 16 bits.

## Accueil
Bayonetta, Bayonetta 2 et Bayonetta 3 ont tous reçu des critiques généralement positives, selon l'agrégateur de critiques Metacritic. Bayonetta 2 est nommé pour le jeu de l'année aux Game Awards 2014, prix finalement remporté par Dragon Age: Inquisition.